# TLC: Tables, Ladders & Chairs 2019
TLC: Tables, Ladders & Chairs (2019) was een professioneel worstel-pay-per-view (PPV) en WWE Network evenement dat geproduceerd werd door WWE voor hun Raw en SmackDown brands. Het was de 11e editie van TLC: Tables, Ladders & Chairs en vond plaats op 15 december 2019 in het Target Center in Minneapolis, Minnesota.

## Matches
| Nr. | Match                                                                                | Winnaar(s)          | Opmerkingen                                                                | Bron  |
| --- | ------------------------------------------------------------------------------------ | ------------------- | -------------------------------------------------------------------------- | ----- |
| 1p  | Humberto Carrillo vs. Andrade (met Zelina Vega)                                      | Humberto Carrillo   | Eén-op-één match.                                                          | [ 2 ] |
| 2   | The New Day (Big E & Kofi Kingston) (c) vs. The Revival (Scott Dawson & Dash Wilder) | The New Day         | Ladder match voor het WWE SmackDown Tag Team Championship.                 | [ 2 ] |
| 3   | Aleister Black vs. Buddy Murphy                                                      | Aleister Black      | Eén-op-één match.                                                          | [ 2 ] |
| 4   | The Viking Raiders (Erik & Ivar) (c) vs. The O.C. (Luke Gallows & Karl Anderson)     | The Viking Raiders  | Tag team match voor het WWE Raw Tag Team Championship.                     | [ 2 ] |
| 5   | King Corbin vs. Roman Reigns                                                         | King Corbin         | Tables, Ladders & Chairs match.                                            | [ 2 ] |
| 6   | Bray Wyatt vs. The Miz                                                               | Bray Wyatt          | Eén-op-één match                                                           | [ 2 ] |
| 7   | Bobby Lashley (met Lana) vs. Rusev                                                   | Bobby Lashley       | Tables match.                                                              | [ 2 ] |
| 8   | The Kabuki Warriors (Asuka & Kairi Sane) (c) vs. Becky Lynch & Charlotte Flair       | The Kabuki Warriors | Tables, Ladders & Chairs match voor het WWE Women's Tag Team Championship. | [ 2 ] |